# Стијена (Подгорица)
Стијена је насељено мјесто у граду Подгорици у Црној Гори. Према попису из 2023. било је 500 становника. Овдје је рођен народни херој Југославије Стево Бољевић.

## Демографија
У насељу Стијена живи 320 пунолетних становника, а просечна старост становништва износи 41,1 година (39,2 код мушкараца и 43,3 код жена). У насељу има 122 домаћинства, а просечан број чланова по домаћинству је 3,20.
Становништво у овом насељу веома је хетерогено.
|  |

| Демографија | Демографија | Демографија |
| Година      | Становника  | Становника  |
| ----------- | ----------- | ----------- |
|             |             |             |
|             |             |             |
|             |             |             |
|             |             |             |
| 1948.       | 640         |             |
| 1953.       | 683         |             |
| 1961.       | 701         |             |
| 1971.       | 621         |             |
| 1981.       | 540         |             |
| 1991.       | 309         | 308         |
| 2003.       | 390         | 390         |
| 2011.       |             | 457         |

| Етнички састав према попису из 2003.‍ | Етнички састав према попису из 2003.‍ | Етнички састав према попису из 2003.‍ | Етнички састав према попису из 2003.‍ | Етнички састав према попису из 2003.‍ |
| ------------------------------------ | ------------------------------------ | ------------------------------------ | ------------------------------------ | ------------------------------------ |
|                                      |                                      |                                      |                                      |                                      |
| Црногорци                            | Црногорци                            |                                      | 207                                  | 53,07%                               |
| Срби                                 | Срби                                 |                                      | 172                                  | 44,10%                               |
| Хрвати                               | Хрвати                               |                                      | 1                                    | 0,25%                                |
| Италијани                            | Италијани                            |                                      | 1                                    | 0,25%                                |
| Југословени                          | Југословени                          |                                      | 1                                    | 0,25%                                |
| непознато                            | непознато                            |                                      | 1                                    | 0,25%                                |

| Година пописа     | 1948. | 1953. | 1961. | 1971. | 1981. | 1991. | 2003. |
| ----------------- | ----- | ----- | ----- | ----- | ----- | ----- | ----- |
| Број домаћинстава | 196   | 188   | 184   | 173   | 143   | 110   | 122   |

| Број чланова      | 1   | 2  | 3  | 4  | 5  | 6  | 7 | 8 | 9 | 10 и више | Просек |
| ----------------- | --- | -- | -- | -- | -- | -- | - | - | - | --------- | ------ |
| Број домаћинстава | 122 | 28 | 30 | 17 | 18 | 15 | 6 | 4 | 2 | 0         | 2      |

| Пол    | Укупно | Неожењен/Неудата | Ожењен/Удата | Удовац/Удовица | Разведен/Разведена | Непознато |
| ------ | ------ | ---------------- | ------------ | -------------- | ------------------ | --------- |
| Мушки  | 180    | 80               | 87           | 8              | 4                  | 1         |
| Женски | 155    | 41               | 85           | 29             | 0                  | 0         |
| УКУПНО | 335    | 121              | 172          | 37             | 4                  | 1         |

| Пол    | Укупно                    | Пољопривреда, лов и шумарство | Рибарство                            | Вађење руде и камена | Прерађивачка индустрија       |
| ------ | ------------------------- | ----------------------------- | ------------------------------------ | -------------------- | ----------------------------- |
| Мушки  | 77                        | 5                             | 1                                    | 0                    | 12                            |
| Женски | 29                        | 8                             | 0                                    | 0                    | 1                             |
| УКУПНО | 106                       | 13                            | 1                                    | 0                    | 13                            |
| Пол    | Производња и снабдевање   | Грађевинарство                | Трговина                             | Хотели и ресторани   | Саобраћај, складиштење и везе |
| Мушки  | 0                         | 7                             | 11                                   | 2                    | 15                            |
| Женски | 0                         | 0                             | 6                                    | 2                    | 2                             |
| УКУПНО | 0                         | 7                             | 17                                   | 4                    | 17                            |
| Пол    | Финансијско посредовање   | Некретнине                    | Државна управа и одбрана             | Образовање           | Здравствени и социјални рад   |
| Мушки  | 0                         | 1                             | 5                                    | 2                    | 1                             |
| Женски | 0                         | 1                             | 1                                    | 4                    | 0                             |
| УКУПНО | 0                         | 2                             | 6                                    | 6                    | 1                             |
| Пол    | Остале услужне активности | Приватна домаћинства          | Екстериторијалне организације и тела | Непознато            | Непознато                     |
| Мушки  | 7                         | 0                             | 0                                    | 8                    | 8                             |
| Женски | 2                         | 0                             | 0                                    | 2                    | 2                             |
| УКУПНО | 9                         | 0                             | 0                                    | 10                   | 10                            |